# رايدن (ميتال غير)
رايدن إسمه الحقيقي هو جاك، و هو أحد شخصيات سلسلة ميتال غير رايدن تعني (البرق) وهو بطل الرواية من الفصل النبات.

## قصة
رايدن عندما كان صغيرا أخذه سوليدوس سنيك وقتل والديه وجنده وعلمه بعض مهارات القتال ويوما ما لم يجده سوليدوس فقد اختفا من عنده لأن الباتريوتس خذوه ومحو ذاكرته وجعلوه يعيش حياته كجندي في القوات الخاصة لكن تحت مراقبتهم وتدريبهم .